# Sutrieu
Sutrieu est une ancienne commune française située dans le département de l'Ain en région Auvergne-Rhône-Alpes.
La commune de Sutrieu a intégré en 1974 les deux anciennes communes de Charancin et de Fitignieu. De ce fait, les hameaux de Mongonod, Cossonod, Saint-Maurice, Fossieu et Blanod font partie de la commune. Le 1er janvier 2019, elle devient commune déléguée de Valromey-sur-Séran.

## Géographie

### Localisation
À vol d'oiseau, la commune est située à 21,4 km au nord de Belley dans le Valromey.

### Communes limitrophes
|                      | Lompnieu          |                       |
| Cormaranche-en-Bugey | Sutrieu           | Champagne-en-Valromey |
| Thézillieu           | Belmont-Luthézieu |                       |

### Géologie et relief
La superficie de la commune est de 1 905 hectares ; son altitude varie entre 459 et 1 200 mètres.

### Hydrographie
Le Séran arrose le territoire communal. On peut également citer la présence d'une étendue d'eau de 50 m de diamètre appelée La Gouille Jean Pont.

### Voies de communication et transports
Une route forestière permet de relier Sutrieu à Hauteville via le lieu-dit de la Ferme Guichard.

### Climat
Une station est ouverte le 1er septembre 2002 à 878 m d'altitude 45,91611, 5,62472.

## Urbanisme
En 2009, le nombre total de logements dans la commune était de 173, alors qu'il était de 164 en 1999.
Parmi ces logements, 56,6 % étaient des résidences principales, 31,2 % des résidences secondaires et 12,1 % des logements vacants. Ces logements étaient pour 92,5 % d'entre eux des maisons individuelles et pour 6,9 % des appartements.
La proportion des résidences principales, propriétés de leurs occupants était de 82,7 %, en légère hausse par rapport à 1999 (73,6 %).

## Toponymie
Le nom du village de Sutrieu provient du nom de domaine d´origine gallo-romaine Suetriacum, du gentilice Suetrius. Sutrieu est nommé Subtriacum villam ou Suetriacum villam en 875, Sultriacum villam en 915, Sutrie en 1247, peut-être Syntrie en 1256, Cura de Soutriou vers 1344 et Soutriacus en 1345.
Le nom du village de Fitignieu provient du nom de domaine d´origine gallo-romaine Fustiniacus, du gentilice Fustinius, issu de Fustius ou Festinius. Fitignieu est nommé Futignyou, Fitigniacus et Fittigneou en 1345, Fitigniou en 1563, Fitignieu en 1634, Fitignieux en 1790, Fitigneux en l´an X.

## Histoire

### Antiquité
Une ancienne voie romaine passait jadis au lieu-dit « La vieille route ».

### Moyen Âge
Le 19 mars 875, le roi de France Charles le Chauve concède à l'abbaye de Tournus la propriété de Sutrieu, dans le « pagus genevois ».

### Époque contemporaine

Les trois territoires formant la commune.

L'ancienne commune de Charancin, intégrée en 1974 à Sutrieu, reçoit la croix de guerre 1939-1945 le 11 novembre 1948. Cette décoration est relative aux évènements du 15 juin 1944, jour où les Allemands en opération contre le maquis, incendient la quasi-totalité du hameau de Saint-Maurice, torturent et assassinent plusieurs habitants dont aucun n'était membre des FFI.
Les communes de Charancin, Sutrieu et Fitignieu ont fusionné en association. Charancin et Fitignieu obtiennent le statut de commune associée jusqu'en 1994 où la fusion-association des trois communes est transformée en fusion simple.
Le 1er janvier 2019, Sutrieu intègre la commune nouvelle de Valromey-sur-Séran qui est créée par un arrêté préfectoral du 17 décembre 2018. Cette dernière regroupe Belmont-Luthézieu, Lompnieu, Sutrieu et Vieu. Initialement, le projet incluait Champagne-en-Valromey qui devait en être le chef-lieu mais le 12 novembre 2018, une majorité de conseillers votent contre la création de la commune nouvelle. Les autres communes décident toutefois de continuer l'aventure à quatre et par sa population, Belmont-Luthézieu devient le chef-lieu de la commune nouvelle.

## Politique et administration

### Tendances et résultats politiques

#### Élections présidentielles, résultats des deuxièmes tours
- Élection présidentielle de 2002 : 80,16% pour Jacques Chirac (RPR), 19,84% pour Jean-Marie Le Pen (FN), 76,67%  de participation[14].
- Élection présidentielle de 2007 : 62,91 % pour Nicolas Sarkozy (UMP), 37,09 % pour Ségolène Royal (PS), 85,79 % de participation[15].
- Élection présidentielle de 2012 : 52,21 % pour Nicolas Sarkozy (UMP), 47,79 % pour François Hollande (PS), 79,68 % de participation[16].

### Administration municipale
Le nombre d'habitants de la commune étant compris entre 100 et 499, le nombre de membres du conseil municipal est de 11.

### Liste des maires
| Période | Période | Identité       | Étiquette | Qualité |
| ------- | ------- | -------------- | --------- | ------- |
| 1974    | 1989    | Édouard Faure  |           |         |
| 1995    | 2008    | Gérard Juillet |           |         |
| 2008    | 2019    | Gérard Perron  |           |         |

| Période | Période  | Identité        | Étiquette | Qualité |
| ------- | -------- | --------------- | --------- | ------- |
| 2019    | 2020     | Gérard Perron   |           |         |
| 2020    | En cours | Jacques Fournel |           |         |

## Population et société

### Démographie
L'évolution du nombre d'habitants est connue à travers les recensements de la population effectués dans la commune depuis 1793. Pour les communes de moins de 10 000 habitants, une enquête de recensement portant sur toute la population est réalisée tous les cinq ans, les populations de référence des années intermédiaires étant quant à elles estimées par interpolation ou extrapolation. Pour la commune, le premier recensement exhaustif entrant dans le cadre du nouveau dispositif a été réalisé en 2004.
En 2018, la commune comptait 207 habitants, en évolution de −10,78 % par rapport à 2012 (Ain : +5,15 %, France hors Mayotte : +2,11 %).
| 1793 | 1800 | 1806 | 1821 | 1831 | 1836 | 1841 | 1846 | 1851 |
| ---- | ---- | ---- | ---- | ---- | ---- | ---- | ---- | ---- |
| 178  | 209  | 249  | 206  | 270  | 245  | 252  | 269  | 287  |

| 1856 | 1861 | 1866 | 1872 | 1876 | 1881 | 1886 | 1891 | 1896 |
| ---- | ---- | ---- | ---- | ---- | ---- | ---- | ---- | ---- |
| 262  | 238  | 240  | 218  | 204  | 210  | 222  | 226  | 214  |

| 1901 | 1906 | 1911 | 1921 | 1926 | 1931 | 1936 | 1946 | 1954 |
| ---- | ---- | ---- | ---- | ---- | ---- | ---- | ---- | ---- |
| 201  | 209  | 188  | 190  | 177  | 191  | 165  | 153  | 134  |

| 1962 | 1968 | 1975 | 1982 | 1990 | 1999 | 2004 | 2006 | 2009 |
| ---- | ---- | ---- | ---- | ---- | ---- | ---- | ---- | ---- |
| 119  | 99   | 253  | 231  | 209  | 218  | 214  | 217  | 233  |

| 2014 | 2018 | - | - | - | - | - | - | - |
| ---- | ---- | - | - | - | - | - | - | - |
| 214  | 207  | - | - | - | - | - | - | - |

### Pyramide des âges
| Hommes | Classe d’âge | Femmes |
| ------ | ------------ | ------ |
| 0      | 90 ans ou +  | 1,8    |
| 8,4    | 75 à 89 ans  | 8,8    |
| 23,5   | 60 à 74 ans  | 23,7   |
| 23,5   | 45 à 59 ans  | 21,9   |
| 16,8   | 30 à 44 ans  | 19,3   |
| 10,9   | 15 à 29 ans  | 8,8    |
| 16,8   | 0 à 14 ans   | 15,8   |

| Hommes | Classe d’âge | Femmes |
| ------ | ------------ | ------ |
| 0,3    | 90 ans ou +  | 1,0    |
| 5,5    | 75 à 89 ans  | 8,2    |
| 12,6   | 60 à 74 ans  | 12,8   |
| 20,7   | 45 à 59 ans  | 20,1   |
| 22,0   | 30 à 44 ans  | 21,5   |
| 17,7   | 15 à 29 ans  | 16,5   |
| 21,2   | 0 à 14 ans   | 19,9   |

### Enseignement
Sutrieu est située dans l'académie de Lyon mais ne possède aucune école maternelle ou école élémentaire.

### Sports
La 7e étape du Tour de France 2007 est passée à Sutrieu.

### Cultes
Au sein de l'Archidiaconé « Saint-Anthelme (Haut-Bugey, Bugey-Sud, Pays de Gex-Michaille) » du diocèse de Belley-Ars dans l'archidiocèse de Lyon, le territoire de la commune dépend de la paroisse de Champagne-en-Valromey. Le culte catholique n'est plus célébré dans l'église de la commune mais dans les communes voisines.

## Économie

### Revenus de la population et fiscalité
En 2011, le revenu fiscal médian par ménage était de 31 964 €, ce qui plaçait Sutrieu au 12 446e rang parmi les 31 886 communes de plus de 49 ménages en métropole.
En 2009, 33,6 % des foyers fiscaux n'étaient pas imposables.

### Emploi
En 2009, la population âgée de 15 à 64 ans s'élevait à 152 personnes, parmi lesquelles on comptait 75,3 % d'actifs dont 69,6 % ayant un emploi et 5,7 % de chômeurs.
On comptait 33 emplois dans la zone d'emploi, contre 29 en 1999. Le nombre d'actifs ayant un emploi résidant dans la zone d'emploi étant de 106, l'indicateur de concentration d'emploi est de 31,0 %, ce qui signifie que la zone d'emploi offre moins d'un emploi pour trois habitants actifs.

### Entreprises et commerces
L'entreprise Valbois, implantée depuis 2005 à Sutrieu, est le dernier carbonisateur du Sud-Est ; outre le charbon de bois, elle produit du bois de chauffage et des bûches compressées.
Au 31 décembre 2010, Sutrieu comptait 35 établissements : 22 dans l’agriculture-sylviculture-pêche, 0 dans l'industrie, 2 dans la construction, 9 dans le commerce-transports-services divers et 2 étaient relatifs au secteur administratif.
En 2011, deux entreprises ont été créées à Sutrieu.

## Culture et patrimoine

### Lieux et monuments

Église Saint-Laurent.

La commune compte un seul objet « classé » à l'inventaire des monuments historiques mais aucun monument,.
On peut mentionner :
- l'église Saint-Laurent de Sutrieu[3]. Les combles de l'église de Sutrieu sont un gîte pour les chauves-souris et sont classées en zone naturelle d'intérêt écologique, faunistique et floristique de type I[32] ;

- la chapelle de Saint-Maurice de Charancin dont une statue de Vierge à l'Enfant restaurée en 2006 par Laetitia Cochet, est classée au titre objet dans la base Palissy depuis 1995[33] ; à Charancin, notons également l'église Saint-Oyen de Charancin ;
- la statue de la Vierge (surmontant un puits) dans le village[3] ;
- l'observatoire astronomique de la Lèbe (ou observatoire Pierre-Joannard[34]) localisé au col de la Lèbe[35] permet l'observation du soleil, des planètes et des étoiles. Parcours thématique et éducatif de 2 300 mètres consacré au système solaire, à la météo et à la flore, complété par un jardin avec des cadrans solaires ;
- les sites panoramiques de Charancin et de Cossonod ;
- un lavoir dans le village de Sutrieu ; un autre à Mongonod ainsi qu'un four banal[3] ;
- plusieurs vieilles fermes typiques du Valromey dont les maisons Carrier et Deschamps à Sutrieu ainsi que la maison Perron-Bertaud à Montgonod[3]. On peut également citer la maison Berthollier (datant de 1628 selon l'inscription de l'étable) ainsi que la maison Germain Jean[36].

### Personnages liés à la commune
- Jean Carrier (1834-1898), homme politique, est mort à Sutrieu.

### Légendes locales
Un cimetière de lépreux aurait existé sur les terrains dit « Bel Aumone ».
Il existait à Planachat un tas de pierres « commémorant » le décès à cet endroit d'un homme. Un usage consistait à ajouter une pierre pour ne pas attirer sur soi le mauvais sort.
Un surnom des habitants de Sutrieu était en dialecte local les « Allova de Choutrao » (les gloutons de Sutrieu).